# Združenje šol srednje in vzhodne Evrope
Združenje šol srednje in vzhodne Evrope  (angleško: Central and Eastern European Schools Association ali CEESA) je združenje mednarodnih šol v Srednji in Vzhodni Evropi. Vse šole članice sponzorira Ministrstvo za zunanje zadeve Združenih držav Amerike, Urad za čezmorske šole.

## Šole polne članice
- Kakovostne mednarodne šole (skupina šol v Evropi in Aziji s sedežem v Naxxarju, Malta)
- Mednarodna beograjska šola
- Mednarodna šola v Pragi
- Anglo-ameriška šola v Moskvi
- Anglo-ameriška šola v Sankt Peterburgu
- Ameriška mednarodna šola v Bukarešti
- Ameriška mednarodna šola v Budimpešti
- Anglo-ameriška šola v Sofiji
- Mednarodna šola v Estoniji
- Mednarodna šola Taškent
- Mednarodna šola v Helsinkih
- Ameriška mednarodna šola na Dunaju
- Ameriška mednarodna šola v Vilniusu
- Mednarodna šola v Krakovu
- Ameriška šola v Varšavi
- Mednarodna šola v Latviji
- Ameriška mednarodna šola v Zagrebu
- Mednarodna šola Pechersk, Kijev, Ukrajina
- Kijevska mednarodna šola http://kis.net.ua/site/
- Mednarodna skupnostna šola Istanbul
- Mednarodna šola v Azerbajdžanu
- Mednarodne šole Nova

## Tekmovanja
CEESA redno organizira letna tekmovanja med šolami članicami. Ta tekmovanja v športu so: srednješolska robotika, srednješolski nogomet, odbojka, tenis, softbol, plavanje, kros in košarka. V izobraževalnih tekmovanjih so: govor in debata, srednješolsko matematično štetje, srednješolska skleda znanja.

## Konference
CEESA sponzorira letno konferenco za učitelje in osebje šol v srednji in vzhodni Evropi, ki jih sponzorirajo ZDA. Konferenca 2007 je načrtovana v Pragi; konferenca 2008 v Istanbulu.

## Oddelki
V CEESA so trije oddelki.
Prva in največja oddelek je Rdeči oddelek. Šole v tem oddelku so Budimpešta, Bukarešta, Istanbul, Kijev, Moskva, Praga in Varšava. Te šole imajo 700 učencev in več.
Drugi oddelek je Modri oddelek. Šole v tem oddelku so Beograd, Helsinki, Latvija, Novo Skopje, Psi, Sofija in Azerbajdžan. Te šole imajo od 400-600 učencev.
Tretja in najmanjša šola je Zeleni oddelek. Šole v tem oddelku so Estonija, Krkow, Tirana, Vilna, Zagreb in Ciper. Te šole imajo manj kot 400 učencev.